# Katsuhiko Okamoto
Katsuhiko Okamoto es un inventor japonés que se especializa en modificaciones del cubo de Rubik. Desde 2001 ha creado 31 rompecabezas de este tipo.

## Cubo Okamoto

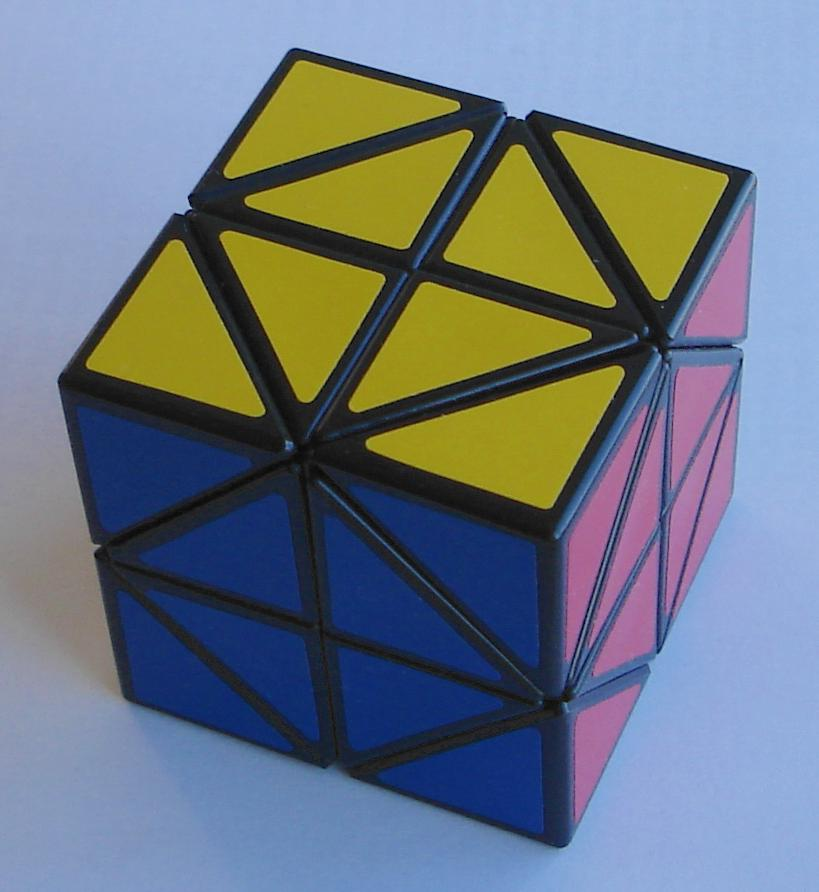
El Bevel/Helicopter Cube, desarrollado por Okamoto y Adam Cowan de forma independiente.

Una lista incompleta de los inventos de Okamoto: 
- Floppy Cube: un cubo de 3×3×1 [3][4]
- Scramble Cube: un Floppy Cube modificado, con una pieza central en forma de diamante
- Slimtower (o, torre de Rubik) : un cubo de 2×2×3, el primer invento de Okamoto
- Void Cube : un cubo hueco de 3×3×3 sin centros de mesa, que utiliza un mecanismo de riel para mover los cubos.
- Bevel Cube : idéntico al Helicopter Cube desarrollado de forma independiente , que parece ser un cubo de 2×2×2 con 8 triángulos por cara.
- Latch Cube : un 3×3×3 con restricciones direccionales en sus bordes.